# (6262) Javid
(6262) Javid (1978 RZ) – planetoida z pasa głównego asteroid okrążająca Słońce w ciągu 4,97 lat w średniej odległości 2,91 j.a. Odkryta 1 września 1978 roku.